# Diglyphus turcomanica
Diglyphus turcomanica er en art årevingede insekter som blev beskrevet af Kurashev 1990. Diglyphus turcomanica indgår i slægten Diglyphus, og familien Eulophidae.
Artens udbredelsesområde er Turkmenistan. Ingen underarter kendes.